# Listă de plante diuretice

## Listă de plante diuretice
Plantele folosite în afecțiunile renale au acțiune diuretică, antiinflamatoare, depurativă și astringentă.
Aceasta este o listă de plante medicinale cu efect benefic asupra rinichiului sau cu efect diuretic:
- Afin
- Busuioc
- Cicoare
- Coada-calului
- Coada șoricelului, flori[2]
- Cireșe, cozi[2]
- Dud
- Fasole
- Ghimpe[2]
- Ienupăr
- Isop
- Izmă bună[3]
- maghiran
- soc
- trei-frați-pătați
- măceș
- Merișor, frunze[2]
- Mesteacan
- nalbă
- Osul iepurelui
- păpădie
- Pir medicinal
- plop
- Porumb, mătase[2]
- Pufulita
- Salvie
- săpunăriță
- Splinuta
- Sulfina
- Troscot
- Vișine, cozi

## Avertisment
Utilizarea necorespunzătoare a plantelor diuretice se poate dovedi a fi nu numai nefolositoare, dar și dăunătoare pentru organism. Aceste plante conțin nu doar substanțe nutritive și vitamine, ci și multe alte substanțe care, printr-o pregătire necorespunzătoare, se pot transforma în otravă.